# Relaciones Israel-Mauritania
Las relaciones Israel-Mauritania se refieren a las relaciones bilaterales entre el Estado de Israel y la República Islámica de Mauritania. En 1999, Mauritania se convirtió en el tercer miembro de la Liga Árabe en reconocer a Israel como estado soberano. Los dos países establecieron relaciones diplomáticas plenas en octubre de 1999. Sin embargo, como consecuencia de la Operación Plomo Fundido, las relaciones fueron canceladas en el 2009. 

## Historia
Mauritania declaró la guerra a Israel en 1967 como resultado de la Guerra de los Seis Días, siguiendo la decisión colectiva de la Liga Árabe, a pesar de que Mauritania no era aún miembro de la misma. La declaración de guerra no fue revocada hasta por lo menos el año 1991. Durante 32 años, hasta 1999, los ciudadanos israelíes aparentemente ignoraban el estado de guerra oficial aún en curso. 
Mauritania no reconocía el derecho de Israel a existir, al igual que los demás países árabes, tal como fue declarado por la Resolución de Jartum, en septiembre de 1967. 
En los años 90, después de los Acuerdos de Oslo y el Tratado de paz entre Israel y Jordania, las relaciones entre Israel y Mauritania fueron mejorando. Por iniciativa del presidente de Mauritania, Ould Taya, se llevaron a cabo reuniones «detrás del telón» entre representantes de Mauritania e Israel en 1995 y 1996. Se establecieron «secciones de interés» no oficiales en las respectivas embajadas españolas en 1996 en las dos capitales que acabaron conduciendo al intercambio de representantes diplomáticos desde el 27 de octubre de 1999.
Mauritania se convirtió en uno de los tres miembros de la Liga Árabe (que tiene un total de 22 miembros) en reconocer a Israel como estado soberano, junto con Egipto y Jordania.  El establecimiento de relaciones diplomáticas plenas se firmó en Washington D. C. el 28 de octubre de 1999. Tras el golpe de Estado del Consejo Militar para la Justicia y la Democracia en agosto del 2005, el reconocimiento de Israel se mantuvo. 
Como respuesta a la Operación Plomo Fundido, las relaciones con Israel fueron canceladas en enero de 2009 En febrero de 2009, Mauritania retiró a su embajador de Israel y el 6 de marzo de 2009 se expulsó al personal de la embajada de Israel en Nuakchot y se les dio 48 horas para salir de Mauritania. Israel cerró oficialmente la embajada más tarde ese día, según un anuncio de su Ministerio de Relaciones Exteriores. Para el 21 de marzo de 2010, todas las relaciones diplomáticas entre los dos estados habían llegado oficialmente a su fin.